# Hosteska

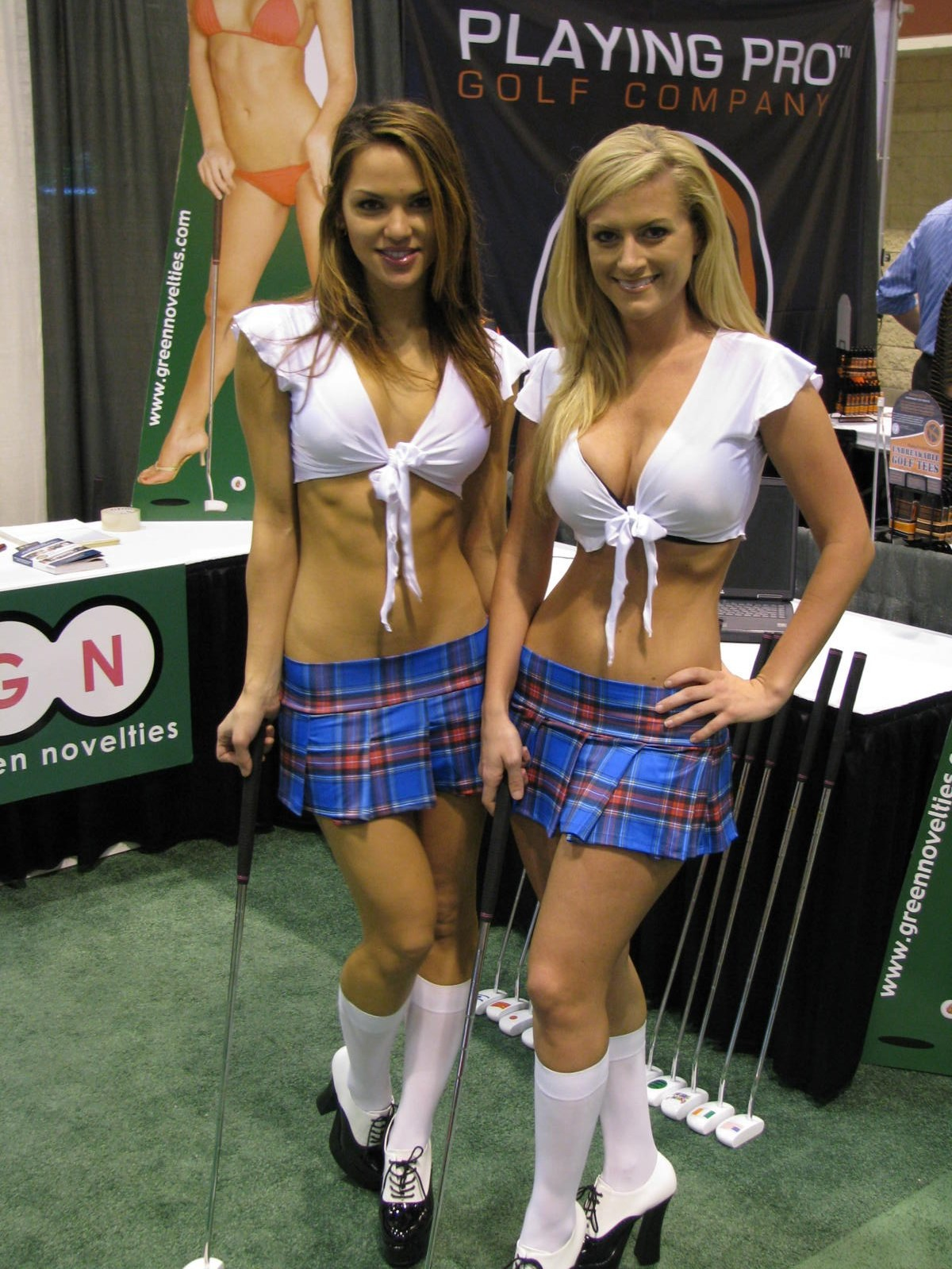
Dvě hostesky ve crop topech a minisukních

Hosteska je žena, která poskytuje služby při kulturních, vzdělávacích, obchodních a jiných společenských akcích. Může se starat o občerstvení na veletrhu, registraci a organizaci hostů na konferenci nebo je usměvavým a atraktivním prvkem na sportovních událostech. Většinou mají jednotné a slušné oblečení. Na akcích automobilového průmyslu (představování nových aut) bývají spoře oděné.

## Galerie

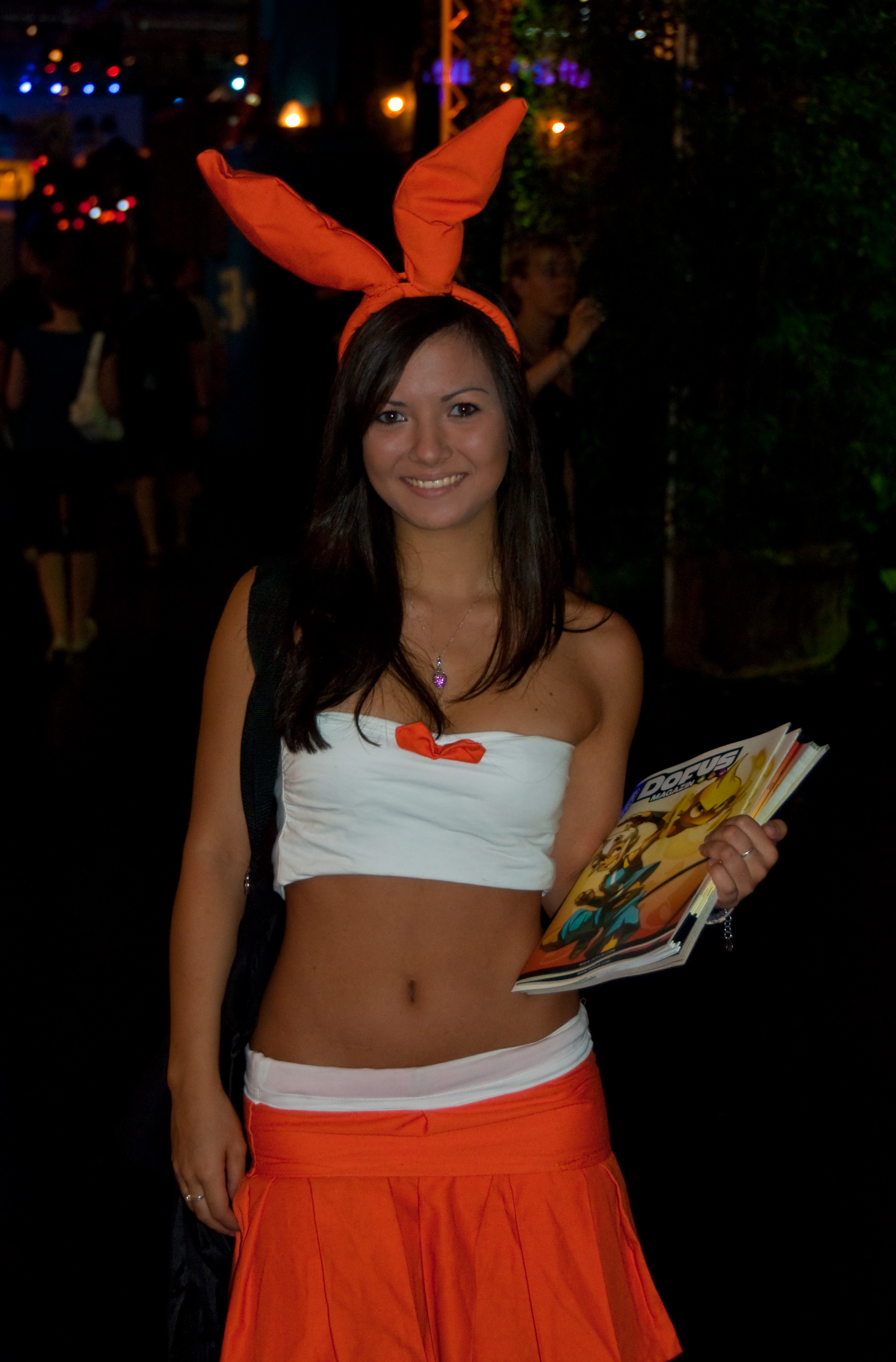
Hosteska
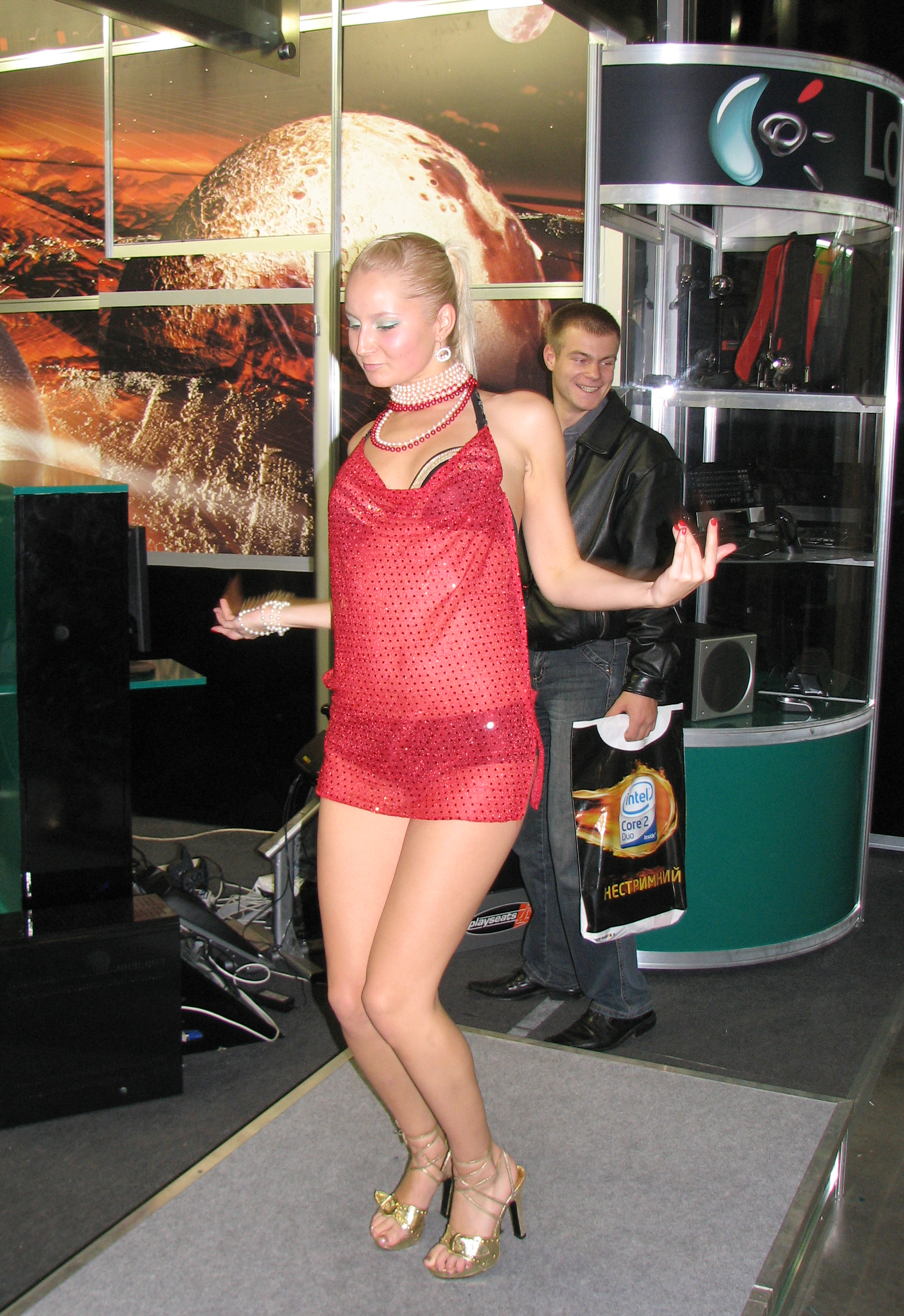
Hosteska firmy Logitech